# بين سميث (لاعب هوكي جليد)
بين سميث (بالإنجليزية: Ben Smith)‏ هو لاعب هوكي جليد أمريكي، ولد في 1946 في غلوستر في الولايات المتحدة.

## وصلات خارجية
- بنجامين سميث على موقع HockeyDB.com (الإنجليزية)
- بنجامين سميث على موقع أوليمبيديا (الإنجليزية)